# Body

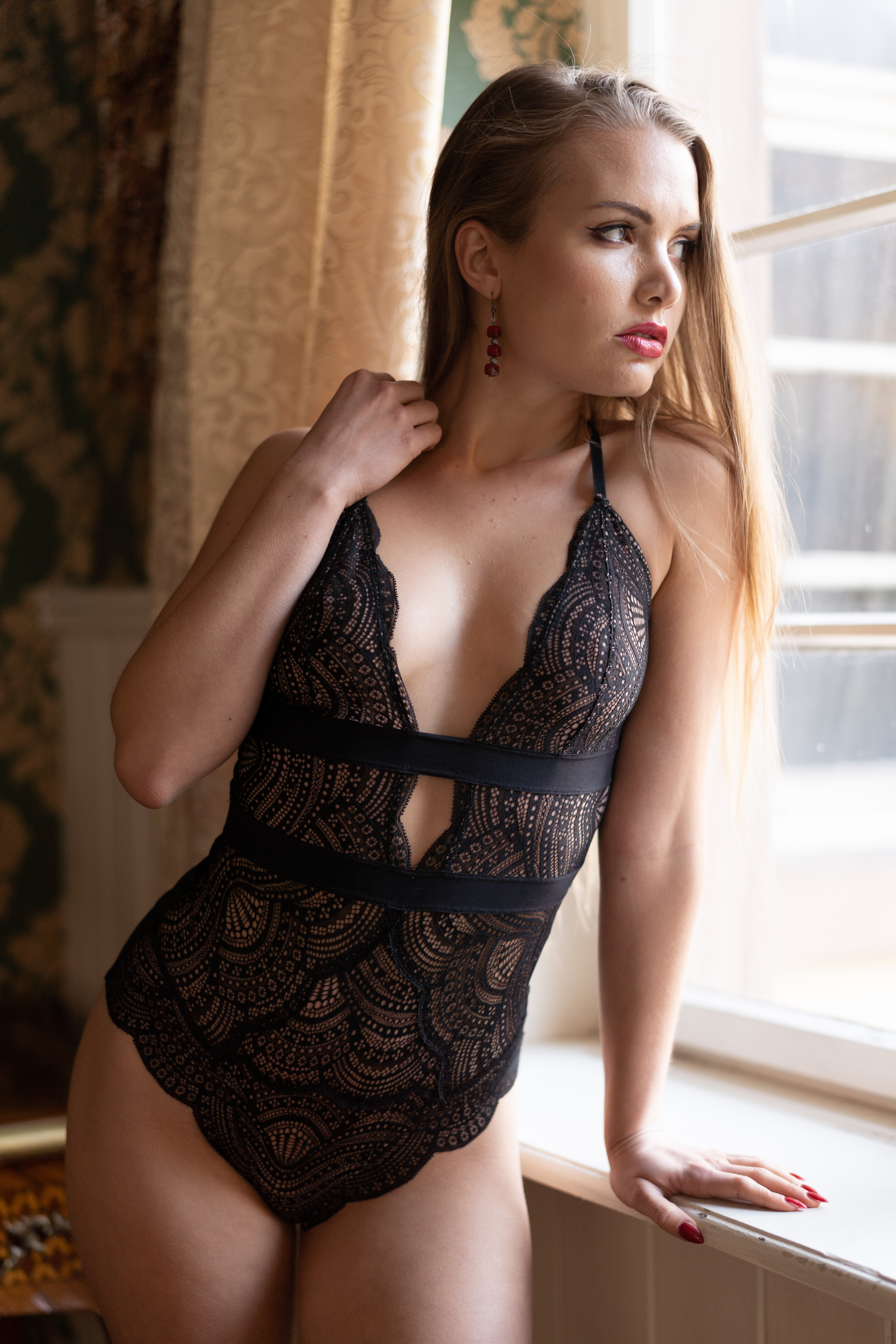
Modelka v body

Body je typ (zpravidla ženského) spodního prádla, které může plnit i funkci svrchního oděvu. Představuje spojení kalhotek a podprsenky tvarově podobné jednodílným plavkám; může mít i rukávy různé délky. Body v užším slova smyslu (bez nohavic) je jednou z variant širšího pojmu bodysuit, který kromě zakrytí trupu zahrnuje různé varianty rukávů i nohavic.

## Body a spodní prádlo pod ním
- S vyztuženými košíčky (nosí se bez podprsenky)
- Bez vyztužených košíčků (doporučuje se nošení podprsenky)
- Se všitou kalhotkovou částí (nosí se takzvaně na nahé tělo)

## Použití body
Přes body se většinou oblékají kalhoty (kraťasy) nebo sukně (minisukně). Také se body nosí jako spodní košilka, lingerie či noční prádlo. Některá provedení (jednoduchý střih, pružné materiály typu plavkovina) body slouží i jako sportovní oblečení - dres pro gymnastiku, atletiku atp.

## Charakteristika body
- Spojení kalhotek a podprsenky.

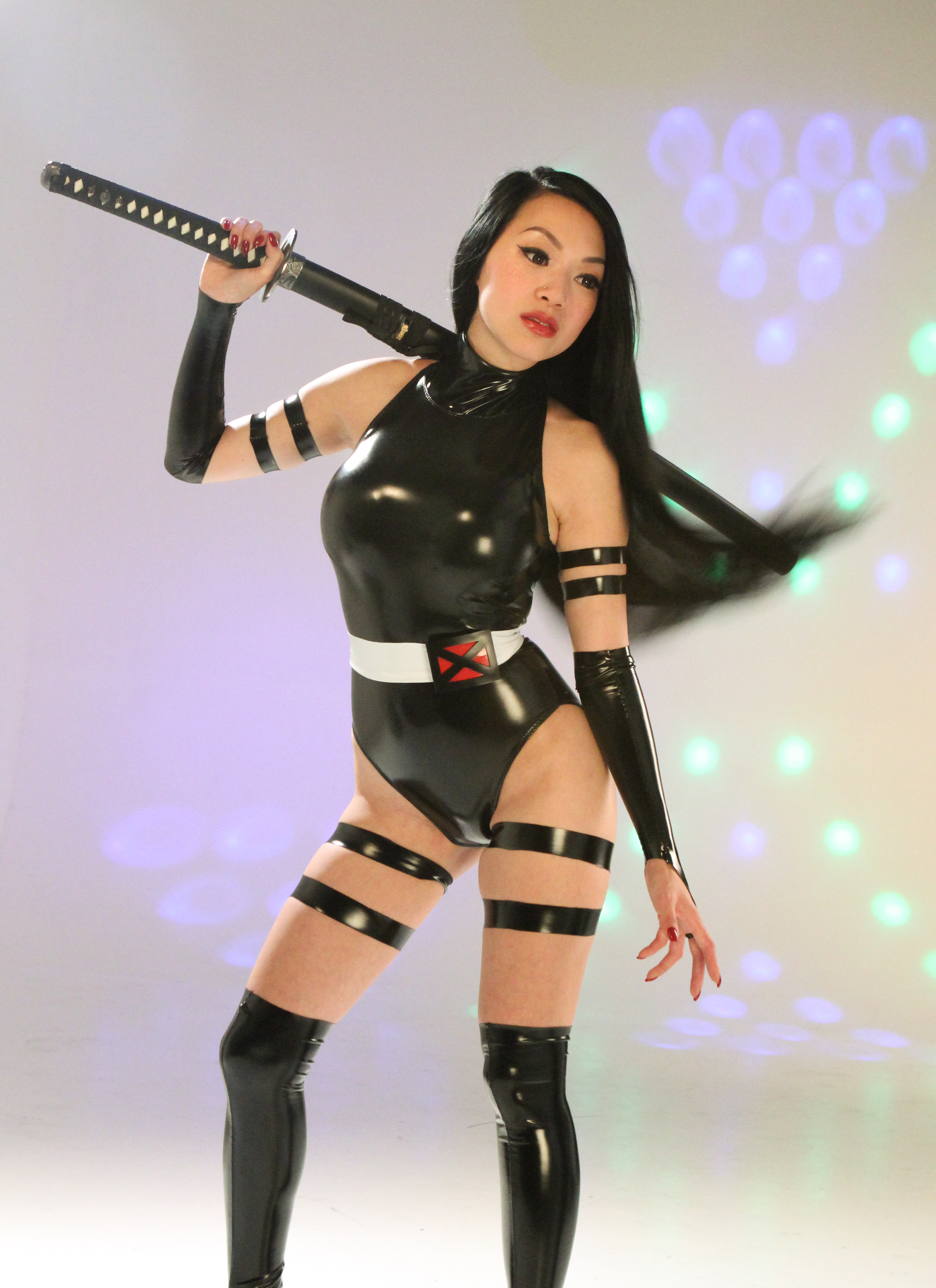
Body jako součást kostýmu

- Body jako součást kostýmuZapínání na patentky (háčky, suchý zip) v rozkroku (pro oblékání přes hlavu), příp. na zip na zádech - nemusí mít zapínání v rozkroku a obléká se jako jednodílné plavky.
- Spodní prádlo, které zakrývá břicho.

## Typy body
- Stahovací
- Krajkové (lingerie)
- Bez krajky (jako spodní košilka)
- S výstřihem, rolák, s rukávy (používá se jako triko, které se nevyhrnuje, ale drží pevně na těle)
- Sportovní (trikot)

## Historie
Pro jednodílné sportovní oblečení pro muže i ženy zakrývající tělo od rozkroku po ramena (trikot) se v některých jazycích užívá výraz leotard (ve francouzštině justeaucorps či léotard) podle jeho tvůrce Julese Léotarda (1838–1870). (Artista Jules Léotard je též uváděn jako tvůrce cvičení na létající hrazdě.) Body jako takové se začalo vyrábět v 50. letech 20. století jako spodní prádlo pro držení punčochových kalhot. Ženy si body oblíbily a nenosily je pouze s punčochovými kalhotami. Body dosáhlo vrcholu v 80. letech 20. století (i v souvislosti s popularitou cvičení aerobic), kdy se body nosilo bez zakrytí spodní části (většinou mladými ženami). Poté začala popularita body upadat.

## Slavné osobnosti a body

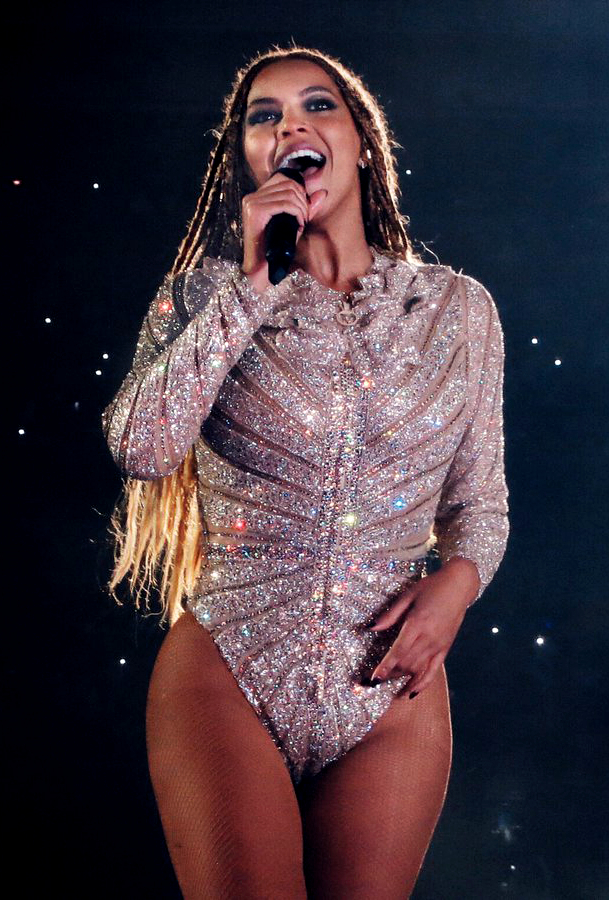
Beyoncé (2016)

- Linda Finková se skoro celou dobu na jevišti pohybuje jen v prostém body a závojíčku.[1]
- Beyoncé nosí body na většině koncertů.

## Bodysuit
Bodysuit je součást (většinou, avšak ne jen dámského) oděvu, která zakrývá trup, případně i paže a nohy (část nebo celé). Může být druhem spodního prádla, ale i svrchního (nejčastěji sportovního – gymnastika, aerobik, krasobruslení, atletika, plavání apod.) oděvu. Rukávy mohou zcela chybět, být krátké nebo i dlouhé.
Základní (definiční) vlastností oděvu typu bodysuit je 5 otvorů: 2 pro nohy, 2 pro ruce a 1 pro krk a hlavu.
Materiál je spíše tenký, pružně přiléhavý a řídí se účelem. Pro spodní prádlo je to nejčastěji bavlna nebo směs přírodních a umělých vláken, pro sport obvykle plavkovina (zpravidla směs 80–82 % PAD, 18–20 % elastan); pro použití při nižších teplotách je možný i materiál silnější, zateplený.

### Rozdělení
Podle délky nohavic se nazývá:
- leotard – bez nohavic, body (bodysuit v užším slova smyslu);
- biketard – nohavice do půli stehen jako u cyklistických kraťasů;
- unitard – dlouhé nohavice, s dlouhými rukávy tvoří kombinézu.

### Různé varianty
Leotard (s různou délkou rukávů) bývá v českém prostředí nazýván (gymnastický, baletní, krasobruslařský) trikot. (Jako trikot je ale označován např. i vrchní díl cyklistického oblečení - cyklodres.)
Leotard ve spodní části může mít střih buď „klasický“, který zcela nebo z velké části zakrývá hýždě, nebo „tangový“, kdy hýždě zůstávají obnažené. Někdy se tento typ obléká přes legíny – výrazné barevné kombinace těchto dvou částí oděvu se užívají často např. při cvičení aerobiku. Zejména v tanečních sportech a baletu se ze zdravotních i estetických důvodů jako spodní prádlo pod kostýmy používá leotard ve stylu T-front s úzkou přední i zadní dolní částí.
Leotard bez rukávů (body) je tvarovou obdobou dámských jednodílných plavek; existují však i plavky s rukávy (z důvodů módních nebo ochrany proti UV při surfingu a podobných aktivitách), podobně i s krátkými nohavičkami (boyleg).
Biketard zakrývající někdy trup jen částečně a určený pro zápas (wrestling) bývá nazýván singlet.
Biketard či unitard, který nekryje celý trup, ale nad pasem postupně přechází v různě široké kšandy, jsou např. cyklistické kalhoty (s všitou cyklovložkou), kalhoty pro běh na lyžích atp.; pokud kryje i celý trup, mluvíme o (cyklistické, běžkařské) kombinéze.
Unitard z hřejivého materiálu s rukávy může sloužit jako overal na spaní nebo základní vrstva pod zimní oděv.
Samostatným druhem tohoto oděvu jsou celotělové kostýmy určené pro erotické hry.